# Кашмир (Вашингтон)
Кашмир (англ. Cashmere), до 1903 года Мишн (англ. Mission) — город в округе Шелан, штат Вашингтон (США). Он является частью городской агломерации Уэнатчи — Ист-Уэнатчи. По данным переписи населения 2010 года население Кашмира составляло 3060 человек. По оценкам на 2018 год население составляло 3157 человек.

## История

### Коренное население
Коренным населением района является народ уэнатчи, который существовал здесь благодаря обилию дичи и мигрирующей рыбы. Река Уэнатчи, протекающая через Кашмир, исторически была местом обитания кижуча, чавычи и нерки, а также микижи. Эти ресурсы сильно пострадали от плотин на реке Колумбия, хотя некоторые миграционные потоки рыбы всё ещё существуют. Народ уэнатчи был переселен федеральным правительством в резервацию индейцев Колвилл, но всё ещё имеет некоторые права на рыбную ловлю в этом районе.

### Первые европейцы и поселение
Первым европейцем, попавшим в долину Мишн в 1850-х годах, был католический миссионер, отец Респари из конгрегации миссионеров-облатов Непорочной Девы Марии. Он прожил среди народа уэнатчи двадцать лет, обучая их своей религии. В 1870-х годах его сменил миссионер-иезуит, отец Урбан Грасси, который в 1873 году построил миссию Святого Франциска Ксаверия. После ухода миссионеров долина была заселена в 1880-х годах ранчерами и скваттерами. Поселенцев было достаточно, чтобы в 1886 году построить однокомнатную школу. Это немногочисленное поселение позже стало называться Олд Мишн, в честь католических миссий прошлого. В 1888 году Джордж Клайн открыл первый магазин в долине, чтобы обслуживать растущее население ранчо. Вскоре было открыто почтовое отделение, и Клайн был назначен почтмейстером. Город был назван «Мишн» (англ. Mission) в честь первых миссионеров.

### Железная дорога и ирригация
В 1892 году стало известно, что Великая Северная железная дорога будет прокладывать свою магистраль через долину. Мишн находился между полосой отвода железной дороги и рекой Уэнатчи, и жители надеялись, что будет построена станция на новой линии. Однако в то время станция так и не была построена, и никакого бума с приходом железной дороги не произошло. Только в 1900 году Кашмир стал остановкой по требованию, и здесь был построен небольшой секционный домик, в котором работали два служащих. Это небольшое здание было сохранено и сегодня находится на территории музея Кашмира и Пионерской деревни.
Наличие станции на железной дороге возродило интерес местных жителей к орошению засушливой долины. В 1892 году была создана акционерная компания с уставным капиталом в $5000. Местные жители заключили контракты, чтобы помочь вырыть канал. При больших личных затратах многих участников, строительство Пешастинского канала было завершено в течение двенадцати лет. После ввода канала в эксплуатацию, город, как и вся область, расцвёл. В 1900-х годах Мишн серьёзно развивался. Город становился перевалочным пунктом для растущей фруктовой и сельскохозяйственной промышленности в долине. В течение нескольких лет горожане требовали улучшения железнодорожного пассажирского сообщения, и в 1903 году было построено новое, просторное депо, которое до сих пор стоит на своём месте.

### Переименование Мишн
К 1903 году население города достигло более 200 человек. Из-за того, что часто путали этот город с другим, расположенным в северной части округа Оканоган (который больше не существует), в том же году Мишн и вся долина были переименованы в Кашмир (англ. Kashmir), в честь одноимённой области на северо-западе полуострова Индостан. Местный судья Джеймс Х. Чейз заявил, что местность напоминает предгорья этого региона. Написание было изменено на более американизированное «Кашмир» (англ. Cashmere). Кашмир был зарегистрирован в качестве города в 1904 году. В конце того же года был открыт канал Мишн, который превратил сотни акров засушливой и непригодной для использования земли в плодородные сельскохозяйственные угодья. Инвесторы из Сиэтла приобрели большие участки земли в Кашмире и его окрестностях и построили первый в городе отель и салун в 1905 году. В 1908 году участницы женского клуба города создали библиотеку. К 1909 году в Кашмире было три банка. Телефонная связь была установлена в 1909 году, затем в 1913 году были проложены тротуары, в 1914 году появилось электрическое освещение, а в 1919 году — улицы с твердым покрытием.

### 1920—1930-е годы

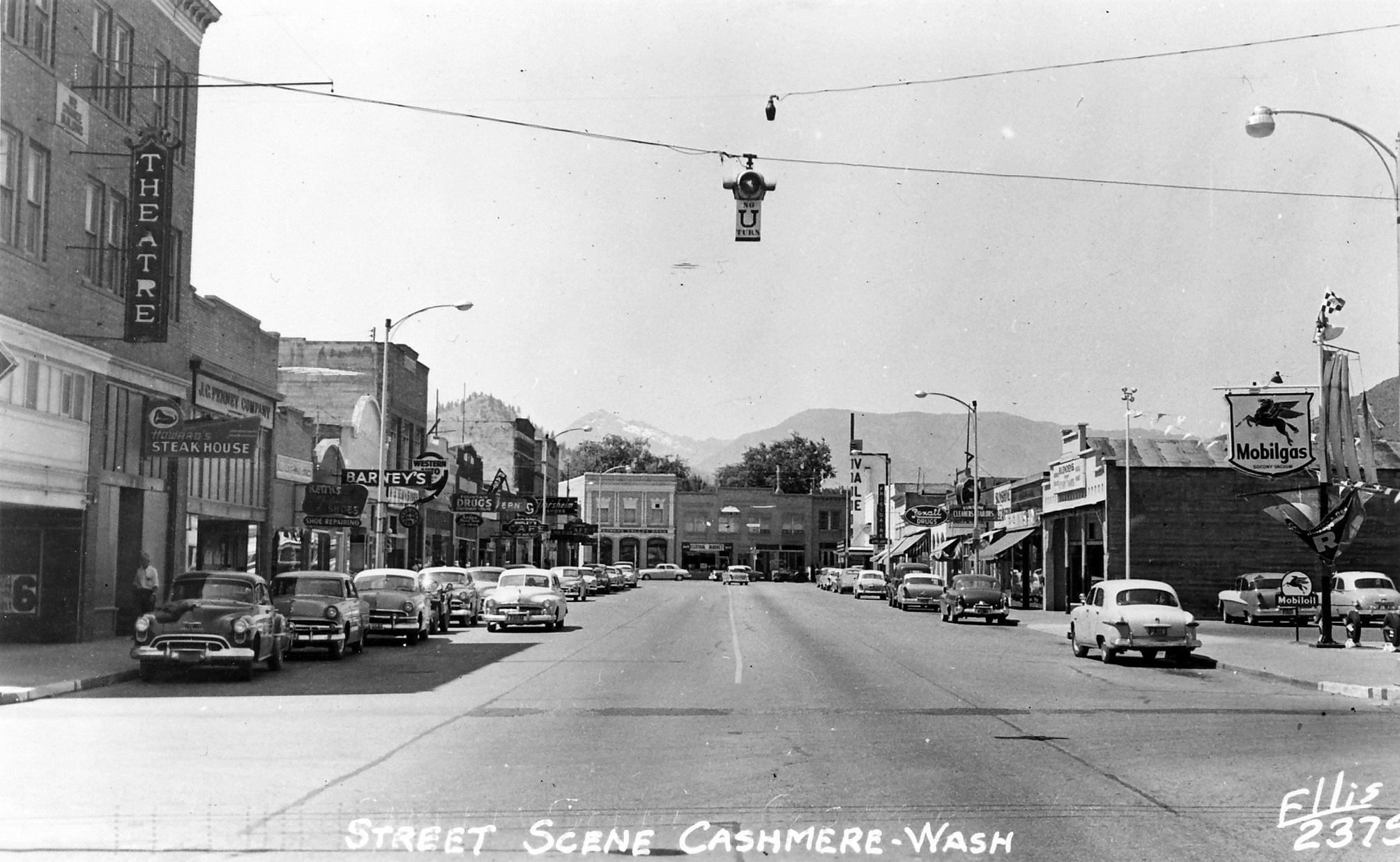
Центр города Кашмир в 1940-х годах

Кашмирское отделение Ку-клукс-клана было организовано в августе 1922 года. Почти 400 человек посетили собрание 1924 года в методистской епископальной церкви Кашмира. Кашмирский оркестр участвовал в параде на съезде штата в Уэнатчи в 1926 году.
В августе 1931 года в течение трёх дней проходило «пау-вау», с целью поднятия экономики Кашмира и привлечения внимания к невыполненным договорным соглашениям с народом уэнатчи, включая рыболовство в Уэнатчупаме. Лагерь состоял из типи на земле Мэри Феликс, одной из немногих живущих в городе представителей народа уэнатчи, в каньоне Яксум. По различным оценкам, в нём приняли участие около 700 коренных американцев, включая 250 уэнатчи, которые приехали из резерваций Колвилл и Якама. Среди гостей были вожди других племен и губернатор Роланд Хартли. Вырученные средства пошли на восстановление кладбища в районе шоссе 2.

### Промышленность и сельское хозяйство

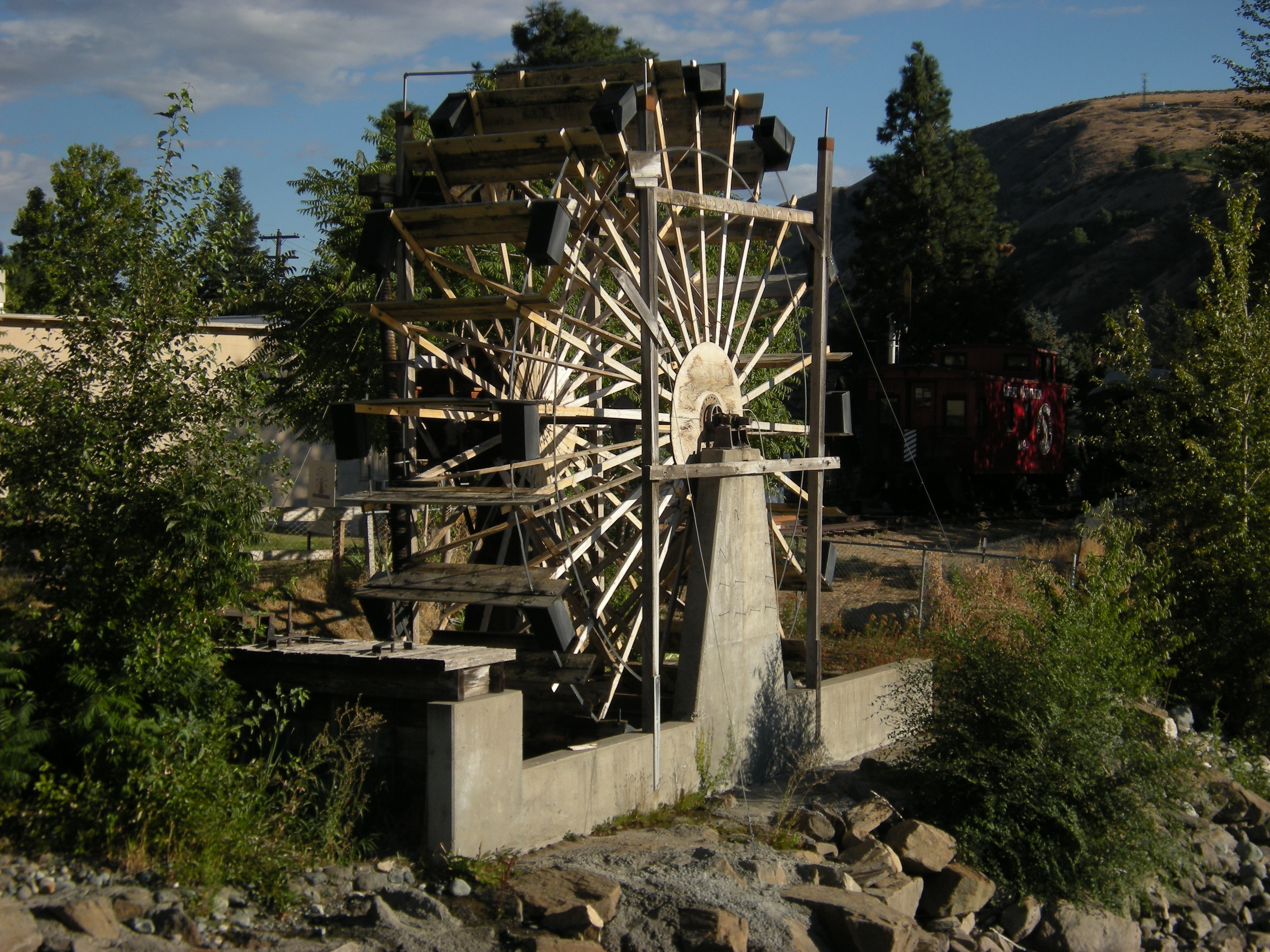
Водяное колесо усадьбы Бербанк в музее Кашмира, внесённое в Национальный реестр исторических мест (NRHP)

Район Кашмир имеет богатую историю выращивания фруктов, начиная с первых поселенцев. После строительства оросительного канала Пешастин в 1890-х годах ранчо и заросли саговника уступили место пышным фруктовым садам, взбирающимся по стенам долины. Здесь очень хорошо растут яблоки, почвы и климат идеально подходят для выращивания груш. Хорошо представлены сорта Бартлетт и Д'Анжу. Начиная с 1910-х годов, в Кашмире было заложено несколько фруктовых садов, чтобы воспользоваться преимуществами теплого климата этого района. Хотя многие сады уступили место застройке, история производства фруктов всё ещё видна в многочисленных садах и исторических фруктовых складах в этом районе. Приятный климат и великолепные пейзажи привлекают сюда множество людей, однако чрезмерная застройка представляет собой реальную угрозу сельскохозяйственному наследию района.
История района также связана с производством древесины. В Кашмире находилась крупная лесопилка. Первые поселенцы обнаружили большое количество жёлтой сосны и пихт Дугласа. Эти пиломатериалы были самого высокого качества благодаря засушливому климату, из-за которого деревья растут очень медленно, сохраняя плотную структуру.

## Климат
В этом регионе наблюдается тёплое и сухое лето, которое в последнее десятилетие становится всё более жарким. 4 июля 2015 года максимальная температура воздуха составила 106 °F, а средняя температура — 88 °F. Согласно системе классификации климатов Кёппена, Кашмир имеет средиземноморский климат с тёплым летом, обозначаемый на климатических картах аббревиатурой «Csb».

## Экономика
В Кашемире находится компания Liberty Orchards, производитель кондитерских изделий Aplets & Cotlets. В 1997 году город переименовал две свои главные улицы в Aplets Way и Cotlets Avenue в рамках рекламной акции по просьбе компании, которая угрожала переехать из этого района.

## Демография

### Перепись населения 2010 года
По данным переписи населения 2010 года, в городе проживало 3063 человека, насчитывалось 1118 домохозяйств и 760 семей. Плотность населения составляла 1148,2 жителей на км2. Имелось 1179 единиц жилья при средней плотности 442,0 на км2. Расовый состав города состоял из 77,0 % белых, 0,3 % афроамериканцев, 1,0 % коренных американцев, 0,5 % азиатов, 0,1 % жителей тихоокеанских островов, 18,5 % представителей других рас и 2,7 % представителей двух или более рас. Испаноговорящие или латиноамериканцы составляли 28,4 % населения.
Насчитывалось 1118 домохозяйств, из которых в 36,7 % проживали дети в возрасте до 18 лет, 53,2 % составляли супружеские пары, проживающие вместе, 10,8 % — незамужние женщины, 3,9 % — неженатые мужчины, и 32,0 % — несемейные домохозяйства. 26,8 % всех домохозяйств состояли из отдельных лиц, а в 12,8 % проживал один человек в возрасте 65 лет и старше. Средний размер домохозяйства составлял 2,66, а средний размер семьи — 3,24.
Средний возраст жителей города составлял 37,6 лет. 25,9 % жителей были моложе 18 лет; 9,2 % — в возрасте от 18 до 24 лет; 23,5 % — от 25 до 44 лет; 25,4 % — от 45 до 64 лет; и 16 % — в возрасте 65 лет и старше. Гендерная структура города состояла из 48,5 % мужчин и 51,5 % женщин.

### Перепись 2000 года
По данным переписи 2000 года, в городе проживало 2965 человек, насчитывалось 1105 домохозяйств и 717 семей. Плотность населения составляла 1286,3 человек на км2. Имелось 1174 единицы жилья при средней плотности 509,3/км2. Расовая структура города состояла из 89,71 % белых, 0,54 % коренных американцев, 0,30 % азиатов, 0,07 % жителей тихоокеанских островов, 8,20 % представителей других рас и 1,18 % представителей двух или более рас. Испаноговорящие или латиноамерикацы составляли 17,00 % населения.
В городе насчитывалось 1105 домохозяйств, из которых в 36,4 % проживали дети в возрасте до 18 лет, 53,3 % составляли супружеские пары, 8,9 % — незамужние женщины, а 35,1 % — несемейные домохозяйства. 29,8 % всех домохозяйств состояли из отдельных лиц, а в 15,7 % проживал один человек в возрасте 65 лет и старше. Средний размер домохозяйства составлял 2,59, а средний размер семьи — 3,28.
Возрастное распределение населения в городе: 28,2 % моложе 18 лет, 8,2 % от 18 до 24 лет, 26,6 % от 25 до 44 лет, 20,0 % от 45 до 64 лет и 17,0 % в возрасте 65 лет и старше. Медианный возраст составил 37 лет. На каждые 100 женщин приходилось 88,6 мужчин. На каждые 100 женщин в возрасте 18 лет и старше приходилось 80,2 мужчины.
Медианный доход домохозяйства в городе составлял $34 854, а медианный доход семьи — $45 347. Средний доход мужчин составил $33 333, а женщин — $25 439. Доход на душу населения в городе составлял $17 468. Около 6,3 % семей и 8,4 % населения находились за чертой бедности, включая 8,2 % лиц моложе 18 лет и 11,9 % лиц в возрасте 65 лет и старше.

## Искусство и культура
Мемориал «Дух Америки 9/11» — это памятник в центре города Кашмир, посвящённый жертвам террористических атак 11 сентября 2001 года. Памятник включает в себя обломки башен-близнецов и Пентагона. Мемориал был открыт в 2015 году и находится на одном участке с военным мемориалом ветеранов Кашмира.

## Отдых

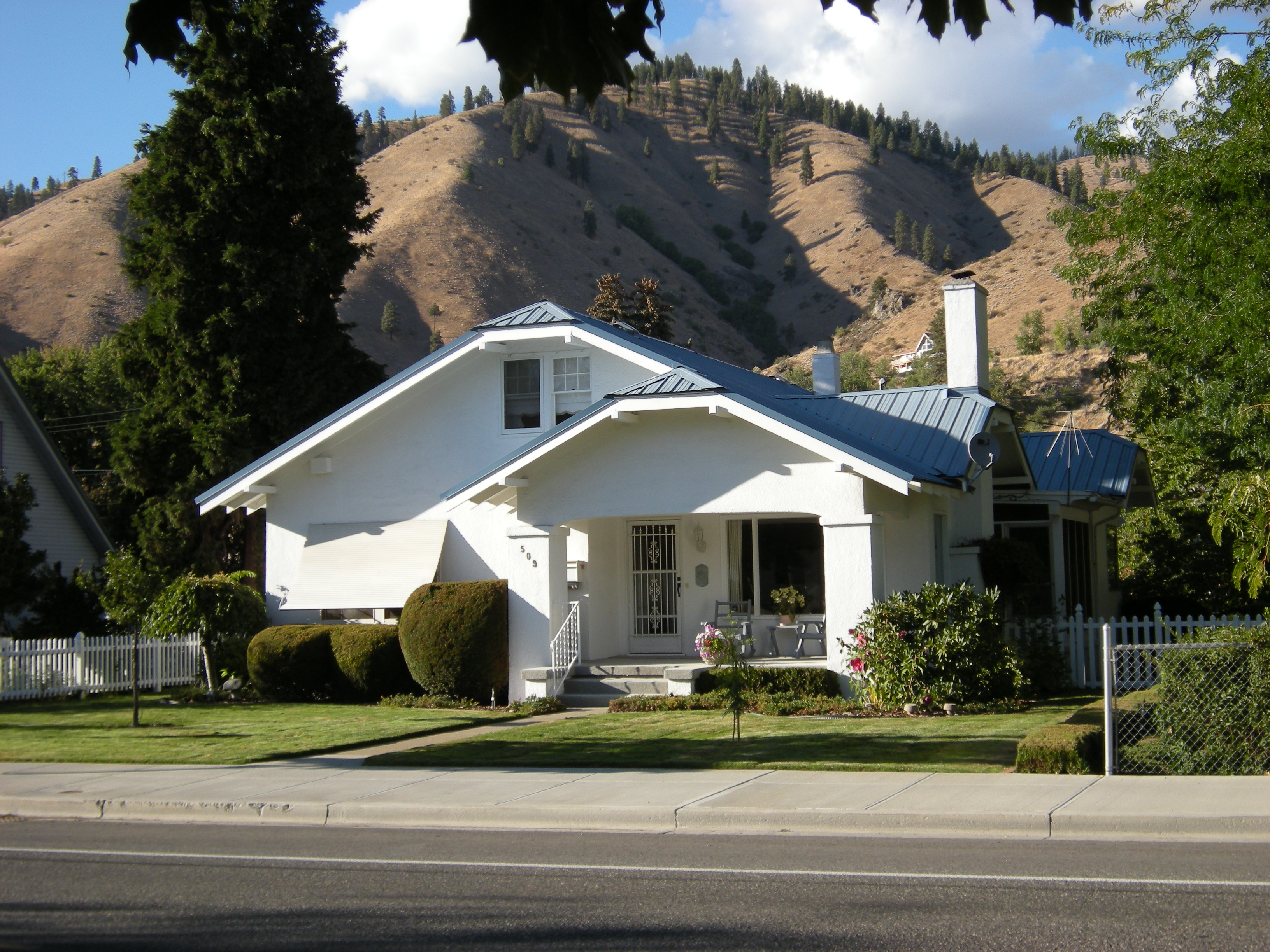
Исторический район Коттедж-авеню в Кашмире также внесен в список NRHP. Здесь видны предгорья Каскадных гор за домом в Стиль американских ремесленников, типичном для этого района.

Кашмир окружён восточными предгорьями Каскадных гор. Охраняемая зона дикой природы Альпийских озер находится примерно в 10 милях к западу. Пешастин Пиннаклс — это исторический район скалолазания, расположенный в нескольких милях от города. Здесь Фредом Бекки и другими были проложены одни из первых в Америке технических маршрутов для скалолазания. Горный велосипедный маршрут Devil's Gulch, расположенный к югу от города, считается лучшим спуском в штате Вашингтон. Эта трасса ежегодно привлекает тысячи любителей горных велосипедов из Сиэтла и других мест. Река Уэнатчи — популярное место для гребного слалома, она протекает прямо через Кашмир. Каждую весну, во время стока воды, на реке появляются сложные пороги для рафтеров и каякеров, в том числе и на участке реки, проходящем через город.